# Pepe Macías
José Macías (Sevilla, España, 1976), más conocido como Pepe Macías, es un cómico y guionista español.

## Carrera
Comenzó como uno de los humoristas del programa Nuevos cómicos en Paramount Comedy donde también creó al personaje del Capitán Vallecas, un peculiar superhéroe. A su vez, trabajó como guionista en programas como Latrelevisión (Telecinco), Hazme reír (Antena 3) o Ruffus y Navarro (La 1), entre otros.
En su faceta de actor y director rodó en 2005 el cortometraje Paco el vampiro, una parodia de cine mudo (concretamente Nosferatu, el vampiro). El corto logró algunos premios en varios festivales como el festival "Almería en Corto".
También fue uno de los guionistas y colaboradores del programa de La Sexta Sé lo que hicisteis..., ya que se encargaba de hacer la sección de Regreso al pasado, una sección en la que Pepe "viajaba" por el pasado. Su estilo se basaba en juegos de palabras y "humor absurdo". En 2008 abandonó Sé lo que hicisteis....
Le han publicado un libro cómico, Anatomía de un idiota, publicado por Signatura Ediciones y que trata de un hombre que reflexiona sobre su vida tras haber perdido su trabajo y a su mujer en menos de un día.
Ha trabajado como guionista de La tira serie cómica que emitió La Sexta entre 2008 y 2010.
Desde agosto de 2010 trabaja en la versión de Telemadrid del programa Crackovia interpretando varios personajes.
Es guionista y protagonista del musical Hendaya, cuando Adolfo encontró a Paco, sobre la historia del encuentro secreto en la estación de Hendaya de Adolf Hitler y Francisco Franco.
En 2016 estrena el musical 23-F, el musical que dirige, escribe y protagoniza, y que versa sobre el golpe de Estado del 23 de febrero de 1981 pero en clave de comedia absurda.
Fue coordinador de guion y ayudante de dirección en La resistencia.
Desde septiembre de 2024 es ayudante de dirección de La revuelta, además de intervenir con el personaje de 'El Hombre Mágico'. Éste es un señor estrafalario que manda a los niños a dormir cuándo ha acabado el horario de protección infantil.